# Requiem (Bruckner)
Das Requiem in d-Moll (WAB 39) ist Anton Bruckners Vertonung des lateinischen Requiemtextes, entstanden in den Jahren 1848 und 1849.

## Entstehung und Stellung im Gesamtwerk
Das Requiem in d-Moll, eine Vertonung der Missa pro defunctis für gemischten Chor, Gesangssolisten, drei Posaunen, ein Horn, Streicher und Orgel mit Generalbass, wurde von Bruckner zum Gedenken an Franz Sailer, den Sekretär im Stift Sankt Florian, verfasst, der Bruckner ein Bösendorfer Klavier zur Verfügung stellte und es ihm später vererbte. Das Requiem wurde am 15. September 1849, ein Jahr nach Sailers Tod, im Stift St. Florian uraufgeführt. Eine zweite Aufführung fand am 11. Dezember 1849 im Stift Kremsmünster statt. Die Handschrift befindet sich im Kloster St. Florian.
Bruckner revidierte das Requiem zweimal, 1854 und 1892. Er schenkte die revidierte Partitur Franz Bayer, der es am 4. Dezember 1895 in Steyr anlässlich der Beerdigung des Pfarrers Johann Evangelist Aichinger aufführte. Die Österreichische Nationalbibliothek erwarb die revidierte Partitur 1923 von Bayers Witwe.

## Unterteilung
1. Introitus − Andante, d-Moll
2. Sequenz − Allegro, d-Moll
3. Offertorium
  1. Domine − Andante, F-Dur
  2. Hostias − Adagio, B-Dur: Choral durch geteilte Männerstimmen und Posaunen
  3. Quam olim − Con spirito, f-Moll: Doppelte Fuge, endend in F-Dur
4. Sanctus − Andante, d-Moll
5. Benedictus − Andante, B-Dur - ein Solohorn ersetzt die Bassposaune
6. Agnus Dei und Kommunion
  1. Agnus Dei − Adagio, d-Moll
  2. Requiem − Adagio, d-Moll: Chor a cappella
  3. Cum sanctis − Alla breve, d-Moll, endend in D-Dur

Gesamtdauer: ca. 37 Minuten
Das Requiem ist höchstwahrscheinlich Bruckners „erste wirklich große Komposition und wahrscheinlich sein erstes bedeutendes Werk“. „[Es] ist erstaunlich, was er erreicht hat, besonders wenn wir uns die große Doppelfuge des Quam olim Abrahae ansehen, die mindestens sechs Jahre vor Beginn seiner gründlichen kontrapunktischen Studien bei Simon Sechter geschrieben wurde!“ „Das Requiem war Bruckners erste größere Komposition und auch sein erstes Werk mit Orchester. [Bei der Besprechung 1892] urteilte Bruckner als höchst selbstkritischer Siebzigjähriger über das Werk wie folgt: „Es is’ net schlecht!“ (Es ist nicht schlecht!).“
Das Werk, welches Bruckner als 25-jähriger Organist in Sankt Florian komponierte, steht noch in der Tradition der Wiener Klassik; wie auch die klassischen Requiemvertonungen von Mozart, Kraus und Cherubini steht Bruckners Requiem in d-Moll, wechselt aber im finalen „Lux Perpetua“ nach D-Dur.
Es gibt einen deutlichen Einfluss von Mozart im gesamten Werk.

“[There] are many passages reminiscent of what was even then, in 1848/49, a past age (the very opening points irresistibly to Mozart's Requiem in the same key), and though the very inclusion of a figured bass for organ continuo strikes one as backward looking, there are already several flashes of the later, great Bruckner to come.”

„[Es gibt viele Passagen], die an das erinnern, was schon damals, 1848/49, eine vergangene Zeit war (schon der Anfang verweist unwiderstehlich auf Mozarts Requiem in der gleichen Tonart), und obwohl die bloße Einbeziehung eines bezifferten Basses für Orgel continuo rückwärtsgewandt erscheint, gibt es bereits mehrere Blitze des späteren, großen Bruckners.“

“[Despite it] is by no means a perfect masterpiece […] [it] can be said to be the first full demonstration that the young man was a composer of inestimable promise. […] [The] expressively reticent opening of the opening of the Requiem, with his softly shifting syncopations in the strings […] already faintly anticipates one or two of his own symphonic passages in the two earlier D minor symphonies, for instance Nos. ‘0’ and 3 […] [We] cannot escape the solemn beauty of this music, which already has the authentic atmosphere of natural genius.”

„[Trotzdem] ist keineswegs ein perfektes Meisterwerk […] Man kann sagen, dass es der erste vollständige Beweis dafür ist, dass der junge Mann ein Komponist von unschätzbarem Versprechen war. […] [Die] expressiv zurückhaltende Eröffnung des Eingangs des Requiems mit seinen sanft wechselnden Synkopen in den Streichern […] nimmt in den beiden früheren d-Moll-Symphonien schon schwach die eine oder andere eigene symphonische Passage vorweg, z. B. Nr. ‚0‘ und 3 […] [Wir] können uns der feierlichen Schönheit dieser Musik nicht entziehen, die bereits die authentische Atmosphäre eines natürlichen Genies hat.“

“During the years following the composition of the Requiem, Bruckner wrote a number of small choral works as well as two works on a larger canvas: a Magnificat (1852) and the Missa solemnis in B-flat minor (1854). Strangely enough these do not quite measure up to the qualities inherent in the earlier Requiem.”

„In den Jahren nach der Komposition des Requiems schrieb Bruckner eine Reihe kleiner Chorwerke sowie zwei Werke auf einer größeren Leinwand: ein Magnificat (1852) und die Missa solemnis in b-Moll (1854). Seltsamerweise entsprechen diese nicht ganz den Qualitäten des früheren Requiems.“

## Fassungen und Ausgaben
Es gibt drei verschiedene Ausgaben in der Gesamtausgabe:
- Haas-Ausgabe (1930/31), zusammen mit der Missa solemnis. Haas fügte viele dynamische Markierungen hinzu, ignorierte aber einige von Bruckners Haarnadeln[2]
- Nowak Ausgabe (1966). Nowak korrigierte Haas Versäumnisse, behielt aber antike Notenschlüssel für die Gesangsparts bei[9] (verschiedene C-Schlüssel für Sopran, Alt und Tenor)
- Rüdiger Bornhöft Ausgabe (1998). Bornhöft modernisierte den Notenschlüssel (G-Schlüssel für alle außer dem Bass) und korrigierte kleinere Fehler.

## Diskografie (Auswahl)
Das Requiem bleibt noch etwas im Hintergrund anderer Werke Bruckners. Bei den meisten der rund 20 Aufnahmen handelt es sich um Live-Auftritte, die nicht auf den kommerziellen Markt gebracht wurden.
Laut Hans Roelofs hat Schönzelers LP-Einspielung von 1970, die ein wahres Pionierwerk war, trotz späterer Aufnahmen seinen Status gehalten. Die CD-Einspielung von Matthew Best ist derzeit noch die Referenz. Farnbergers Aufnahme (1997) mit den St. Florianer Sängerknaben, die im Kloster St. Florian aufgenommen wurde, verleiht dem Hörer einen Hauch von Authentizität. Von den neueren Aufnahmen wählt Roelofs Janssens' Aufnahme von 2006 mit dem Laudantes Consort und Susana Acra-Braches Aufnahme von 2010 mit der Grupo Vocal Matisses aus.
- Hans-Hubert Schönzeler, Requiem und Vier Orchesterstücke, Alexandra Choir, London Philharmonic Orchestra, Robert Munns (Orgel) – LP: Unicorn UNS 210, 1970
- Hans Michael Beuerle, Requiem in d-Moll,  Laubacher Kantorei und Instrumental-Ensemble Werner Keltsch – LP: Cantate 658 231, 1972.
 Diese LP wurde auf CD übertragen: Klassic Haus KHCD 2011-092, 2011 (mit  Psalm 146 von Wolfgang Riedelbauch).[11]
- Friedrich Wolf, Anton Bruckner – Requiem, Chor und Orchester St. Augustin, Wien, Martin Haselböck (Orgel) – LP: Philips Fontana 6599 855, 1974[12]
- Herbert Ermert, Anton Bruckner - Requiem d-Moll, Bach-Gemeinschaft Bonn, Siegerland-Orchester, Ludger Lohmann (Orgel) – LP: Aulos FSM-53 552 AUL, 1980 - übertragen auf CD: Aulos AUL 66122 (mit Cherubinis Requiem in d-Moll)
- Jürgen Jürgens, Anton Bruckner – Music of the St. Florian Period (II), Monteverdi-Chor, Camerata Academica Hamburg, Werner Kaufmann (Orgel), 1985.
 Diese historische, bisher nicht veröffentlichte Aufführung wurde kürzlich auf CD übertragen: BSVD-0111, 2012 (Bruckner Archiv Produktion)
- Matthew Best, Bruckner - Requiem,  Psalm 112 und  Psalm 114, Corydon Singers, English Chamber Orchestra, Thomas Trotter (Orgel) – CD: Hyperion CDA66245, 1987
- Franz Farnberger, Anton Bruckner in St. Florian – Requiem und Motetten, St. Florianer Sängerknaben, Instrumentalensemble St. Florian, Andreas Etlinger (Orgel) – CD Studio SM D2639 SM 44, 1997
- Guy Janssens, A history of the Requiem – Part III, Laudantes Consort, Benoît Mernier (Orgel) – CD: Cypres CYP 1654, 2006 (mit  Maurice Duruflés Requiem)
- Susana Acra-Brache, Anton Bruckner: Requiem, Ave Maria und Te Deum, Grupo Vocal Matisses und In-Art Orquestra – CD/DVD: Ausgabe des Ensemble Musica Sacra, 2010.[13][14]
- Łukasz Borowicz, Anton Bruckner: Requiem, RIAS Kammerchor, Akademie für Alte Musik Berlin – CD: Accentus ACC30474, 2019 – Cohrs-Ausgabe, 2028 – Ausgabe basierend auf der Fassung 1849.